# Hagen 72
Hagen 72 war ein Sportverein aus Hagen. Die erste Fußballmannschaft nahm einmal an der Westdeutschen Fußballmeisterschaft teil.

## Geschichte
Der Verein wurde am 29. Juni 1872 als Turnverein gegründet. Im Jahre 1922 kam es zu einer Fusion mit Verein Eintracht Eckesey 02, die schon ein Jahr später im Rahmen der Reinlichen Scheidung wieder gelöst wurde. 1925 fusionierte man mit dem Rasensportverein 1900 Hagen zu TuRa Hagen 72. Dieser fusionierte am 16. September 1945 mit der Sportgemeinschaft Altenhagen-Eckesey zu Westfalia Hagen. 
Anfang der 1910er Jahre wurde eine Fußballabteilung gegründet, die im Jahre 1926 in die 1. Bezirksklasse Südwestfalen aufstieg, die seinerzeit die höchste Spielklasse war. Bereits zwei Jahre später sicherte sich die Mannschaft durch einen 2:1-Entscheidungsspielsieg über die SpVg Hagen die Bezirksmeisterschaft, belegte bei der Westdeutschen Meisterschaft lediglich den letzten Platz. In den Jahren 1930 und 1931 wurden die Hagener jeweils südwestfälischer Vizemeister, scheiterten beide Male bereits im Viertelfinale der Runde der Zweiten.
Neben der Fußballabteilung konnten die Faustballer des Vereins auf sich aufmerksam machen. Zwischen 1925 und 1929 wurde man fünfmal in Folge Westdeutscher Meister.